# گردهمایی محیط زیست انسانی سازمان ملل

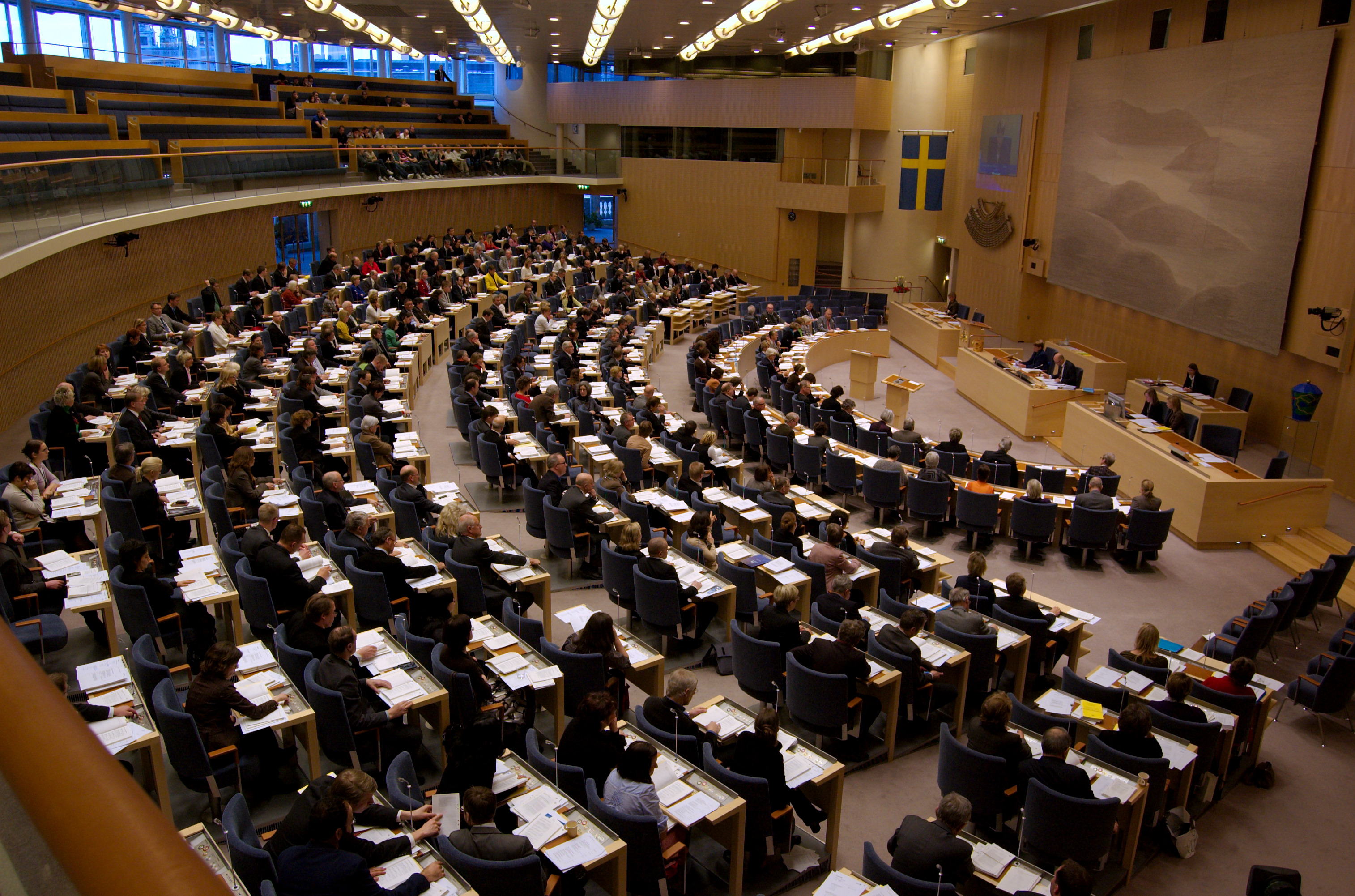
گردهمایی محیط زیست انسانی سازمان ملل ۱۹۷۲

گردهمایی محیط زیست انسانی سازمان ملل ۱۹۷۲ توسط اولاف پالمه، نخست وزیر سوئد و کورت والدهایم، دبیرکل سازمان ملل، به منظور بحث در مورد وضعیت محیط زیست جهانی برگزار شد. هنگامی که مجمع عمومی سازمان ملل متحد تصمیم گرفت کنفرانس ۱۹۷۲ استکهلم را تشکیل دهد و  دولت سوئد  میزبانی آن را پذیرفت، دبیر کل سازمان ملل متحد، یو تانت از موریس استرانگ به عنوان دبیرکل کنفرانس دعوت به عمل آورد. همان طور که دیپلمات کانادایی (در زمان نخست وزیری پیر ترودو) بیش از دو سال روی این پروژه کار کرده بود.